# مسجد محمد الخامس (طنجة)
مسجد محمد الخامس هو مسجد كبير يقع في مدينة طنجة بالمغرب، اكتمل بناؤه عام 1983.
تم تشييده بمبادرة من ولي عهد المغرب آنذاك، الملك محمد السادس الآن، وسُمّي على اسم جده محمد الخامس الذي سبق له أن ألقى خطابًا تاريخيًا في طنجة عام 1947.
تم توفير التمويل لبناء المسجد من الكويت، وتمت إعادة تسمية الساحة الواقعة أمام المسجد باسم ساحة الكويت. وفقًا للمرويات المحلية، فقد استاء شيخ كويتي زائر من حقيقة أن برج الجرس في الكاتدرائية الكاثوليكية المجاورة سيطر على أفق ذلك الجزء من طنجة، وعرض التمويل حتى تتجاوزه مئذنة مسجد.:110 تعتبر مئذنة مسجد محمد الخامس الأطول في طنجة.
يضم مجمع المسجد أيضًا مقرًا للمجلس العلمي الإقليمي، ومعهدًا دينيًا ومدرسة داخلية سميت على اسم ابن عطية الأندلسي، والمندوبية الإقليمية لوزارة الأوقاف والشؤون الإسلامية المغربية، ومكتبة.